# Lijst van afleveringen van Melrose Place
De lijst van afleveringen van Melrose Place geeft een lijst weer van televisieafleveringen die zijn gemaakt voor de soapserie Melrose Place.

## Seizoen 1
| Nr. | Titel aflevering           | Uitzenddatum VS   |
| --- | -------------------------- | ----------------- |
| 1   | Pilot                      | 8 juli 1992       |
| 2   | Friends and Lovers         | 15 juli 1992      |
| 3   | Lost and Found             | 22 juli 1992      |
| 4   | For Love or Money          | 29 juli 1992      |
| 5   | Leap of Faith              | 5 augustus 1992   |
| 6   | Second Chances             | 12 augustus 1992  |
| 7   | My Way                     | 19 augustus 1992  |
| 8   | Lonely Hearts              | 2 september 1992  |
| 9   | Responsibly Yours          | 9 september 1992  |
| 10  | Burned                     | 16 september 1992 |
| 11  | A Promise Broken           | 30 september 1992 |
| 12  | Polluted Affair            | 21 oktober 1992   |
| 13  | Dreams Come True           | 28 oktober 1992   |
| 14  | Drawing the Line           | 4 november 1992   |
| 15  | House of God               | 11 november 1992  |
| 16  | The Whole Truth            | 18 november 1992  |
| 17  | Jake vs. Jake              | 25 november 1992  |
| 18  | A Melrose Place Christmas  | 16 december 1992  |
| 19  | Single White Sister        | 6 januari 1993    |
| 20  | Peanut Butter and Jealousy | 13 januari 1993   |
| 21  | Picture Imperfect          | 27 januari 1993   |
| 22  | Three's a Crowd            | 3 februari 1993   |
| 23  | My New Partner             | 10 februari 1993  |
| 24  | Bye Bye Billy              | 17 februari 1993  |
| 25  | Irreconcilable Similarites | 3 maart 1993      |
| 26  | End Game                   | 24 maart 1993     |
| 27  | The Test                   | 31 maart 1993     |
| 28  | Pushing Boundaries         | 7 april 1993      |
| 29  | Pas de Trois               | 21 april 1993     |
| 30  | Carpe Diem                 | 28 april 1993     |
| 31  | State of Need              | 12 mei 1993       |
| 32  | Suspicious Minds           | 26 mei 1993       |

## Seizoen 2
| Nr. | Titel aflevering           | Uitzenddatum VS   |
| --- | -------------------------- | ----------------- |
| 33  | Much Ado About Everything  | 8 september 1993  |
| 34  | A Long Night's Journey     | 15 september 1993 |
| 35  | Revenge                    | 22 september 1993 |
| 36  | Fire Power                 | 29 september 1993 |
| 37  | Of Bikes and Men           | 6 oktober 1993    |
| 38  | Hot and Bothered           | 13 oktober 1993   |
| 39  | Flirting with Disaster     | 20 oktober 1993   |
| 40  | No Bed of Roses            | 27 oktober 1993   |
| 41  | Married to It              | 3 november 1993   |
| 42  | The Tangled Web            | 10 november 1993  |
| 43  | Collision Course           | 17 november 1993  |
| 44  | Cold Turkey                | 24 november 1993  |
| 45  | Duet for One               | 1 december 1993   |
| 46  | Strange Bedfellows         | 15 december 1993  |
| 47  | Under the Mistletoe        | 22 december 1993  |
| 48  | Reunion Blues              | 5 januari 1994    |
| 49  | Michael's Game             | 12 januari 1994   |
| 50  | Arousing Suspicions        | 26 januari 1994   |
| 51  | The Young Men and the Sea  | 2 februari 1994   |
| 52  | Parting Glances            | 9 februari 1994   |
| 53  | Swept Away                 | 16 februari 1994  |
| 54  | With This Ball and Chain   | 23 februari 1994  |
| 55  | Otherwise Engaged          | 2 maart 1994      |
| 56  | Love, Mancini Style        | 16 maart 1994     |
| 57  | The Two Mrs. Mancinis      | 23 maart 1994     |
| 58  | In Bed with the Enemy      | 6 april 1994      |
| 59  | Psycho-Therapy             | 20 april 1994     |
| 60  | The Bitch Is Back          | 27 april 1994     |
| 61  | Imperfect Strangers        | 4 mei 1994        |
| 62  | Devil with the G-String On | 11 mei 1994       |
| 63  | Till Death Do Us Part      | 18 mei 1994       |

## Seizoen 3
| Nr. | Titel aflevering                              | Uitzenddatum VS   |
| --- | --------------------------------------------- | ----------------- |
| 64  | I Am Curious, Melrose                         | 12 september 1994 |
| 65  | It's a Bad World After All                    | 19 september 1994 |
| 66  | In-Laws and Outlaws                           | 26 september 1994 |
| 67  | Grand Delusions                               | 3 oktober 1994    |
| 68  | Non-Sexual Healing                            | 10 oktober 1994   |
| 69  | No Strings Attached                           | 17 oktober 1994   |
| 70  | The Cook, the Creep, His Lover and Her Sister | 24 oktober 1994   |
| 71  | Love Reeks                                    | 31 oktober 1994   |
| 72  | Dr. Jekyll Saves His Hide                     | 7 november 1994   |
| 73  | And Justice for None                          | 14 november 1994  |
| 74  | The Days of Wine and Vodka                    | 21 november 1994  |
| 75  | The Doctor Who Rocks the Cradle               | 28 november 1994  |
| 76  | Just Say No                                   | 5 december 1994   |
| 77  | Sex, Drugs and Rockin' the Cradle             | 12 december 1994  |
| 78  | Holiday on Ice                                | 19 december 1994  |
| 79  | Bye, Bye Baby                                 | 2 januari 1995    |
| 80  | They Shoot Mothers, Don't They?: Part 1       | 16 januari 1995   |
| 81  | They Shoot Mothers, Don't They?: Part 2       | 16 januari 1995   |
| 82  | Another Perfect Day in Hell                   | 23 januari 1995   |
| 83  | Boxing Sydney                                 | 6 februari 1995   |
| 84  | St. Valentine's Day Massacre                  | 13 februari 1995  |
| 85  | Breakfast at Tiffany's, Dinner at Eight       | 20 februari 1995  |
| 86  | And the Winner Is...                          | 27 februari 1995  |
| 87  | Love and Death 101                            | 13 maart 1995     |
| 88  | To Live & Die in Malibu                       | 20 maart 1995     |
| 89  | All About Brooke                              | 3 april 1995      |
| 90  | Melrose Impossible                            | 10 april 1995     |
| 91  | A Hose by Any Other Name                      | 1 mei 1995        |
| 92  | Kiss, Kiss Bang, Bang                         | 8 mei 1995        |
| 93  | Framing of the Shrews                         | 15 mei 1995       |
| 94  | The Big Bang Theory                           | 22 mei 1995       |

## Seizoen 4
| Nr. | Titel aflevering                    | Uitzenddatum VS   |
| --- | ----------------------------------- | ----------------- |
| 95  | Postmortem Madness                  | 11 september 1995 |
| 96  | Melrose Is Like a Box of Chocolates | 18 september 1995 |
| 97  | Blind Ambition                      | 20 september 1995 |
| 98  | Simply Shocking                     | 25 september 1995 |
| 99  | Drawing Henry                       | 2 oktober 1995    |
| 100 | The Jane Mutiny                     | 9 oktober 1995    |
| 101 | Let the Games Begin                 | 26 oktober 1995   |
| 102 | Dial M for Melrose                  | 23 oktober 1995   |
| 103 | Amanda Unplugged                    | 30 oktober 1995   |
| 104 | El Syd                              | 6 november 1995   |
| 105 | Free Kimmy                          | 13 november 1995  |
| 106 | Kimberly Does L.A.                  | 20 november 1995  |
| 107 | Hook, Line and Hayley               | 27 november 1995  |
| 108 | Two Flew Over the Cuckoo's Nest     | 4 december 1995   |
| 109 | Oy! to the World                    | 11 december 1995  |
| 110 | Holy Strokes                        | 1 januari 1996    |
| 111 | The Brooke Stops Here               | 8 januari 1996    |
| 112 | Sydney, Bothered & Bewildered       | 15 januari 1996   |
| 113 | The Bobby Trap                      | 22 januari 1996   |
| 114 | No Lifeguard on Duty                | 5 februari 1996   |
| 115 | Devil in a Wet Dress                | 12 februari 1996  |
| 116 | The Circle of Strife                | 19 februari 1996  |
| 117 | Run, Billy, Run                     | 26 februari 1996  |
| 118 | Ruthless People                     | 4 maart 1996      |
| 119 | The Burning Couch                   | 11 maart 1996     |
| 120 | Triumph of the Bill                 | 18 maart 1996     |
| 121 | What Comes Up, Must Come Down       | 25 maart 1996     |
| 122 | True Fibs                           | 15 april 1996     |
| 123 | Melrose Unglued                     | 29 april 1996     |
| 124 | Peter's Excellent Adventure         | 6 mei 1996        |
| 125 | Full Metal Betsy                    | 13 mei 1996       |
| 126 | Dead Sisters Walking                | 20 mei 1996       |

## Seizoen 5
| Nr. | Titel aflevering                         | Uitzenddatum VS   |
| --- | ---------------------------------------- | ----------------- |
| 127 | Living with Disaster                     | 9 september 1996  |
| 128 | Over Dick's Dead Body                    | 16 september 1996 |
| 129 | Moving Violations                        | 23 september 1996 |
| 130 | Hunka Hunka Burnin' Love                 | 30 september 1996 |
| 131 | Un-Janed Melody                          | 28 oktober 1996   |
| 132 | Jane's Addiction                         | 4 november 1996   |
| 133 | Young Doctors in Heat                    | 11 november 1996  |
| 134 | Mission: Interpersonal                   | 11 november 1996  |
| 135 | Farewell, Mike's Concubine               | 18 november 1996  |
| 136 | Nice Work If You Can Get It              | 25 november 1996  |
| 137 | Sole Sister                              | 2 december 1996   |
| 138 | Quest for Mother                         | 9 december 1996   |
| 139 | Crazy Love                               | 16 december 1996  |
| 140 | The Accidental Doctor                    | 6 januari 1997    |
| 141 | Escape from L.A.                         | 13 januari 1997   |
| 142 | The Eyes of the Storm                    | 20 januari 1997   |
| 143 | Better Homes and Condos                  | 27 januari 1997   |
| 144 | Great Sexpectations                      | 3 februari 1997   |
| 145 | Catch Her in the Lie                     | 10 februari 1997  |
| 146 | Men Are from Melrose                     | 17 februari 1997  |
| 147 | Frames 'R' Us                            | 24 februari 1997  |
| 148 | Screams from a Marriage                  | 3 maart 1997      |
| 149 | 101 Damnations                           | 10 maart 1997     |
| 150 | From Here to Maternity                   | 17 maart 1997     |
| 151 | Last Exit to Ohio                        | 31 maart 1997     |
| 152 | The Dead Wives Club                      | 7 april 1997      |
| 153 | Deja Vu, All Over Again                  | 14 april 1997     |
| 154 | All Beths Are Off                        | 21 april 1997     |
| 155 | Ultimatums and the Single Guy            | 28 april 1997     |
| 156 | Going Places                             | 5 mei 1997        |
| 157 | Secrets and Lies and More Lies           | 12 mei 1997       |
| 158 | Who's Afraid of Amanda Woodward?: Part 1 | 19 mei 1997       |
| 159 | Who's Afraid of Amanda Woodward?: Part 2 | 19 mei 1997       |